# 春のおどり (1951年の宝塚歌劇)
『春のおどり』（はるのおどり）は宝塚歌劇団の舞台作品。

## 解説
※『宝塚劇場100年史（舞台編）』の宝塚大劇場公演のデータを参照
第1部と第2部構成になっており、第1部は"さくら歌舞伎"と題し日本物で、第2部は"サクラジェンヌ"と題しダンス中心の洋物である。
これまでの型を破ろうと松竹から平井正一郎と江川幸一を招き、作・演出を依頼して制作された作品。

## 公演データ

### 星組
1951年4月1日から4月29日まで宝塚大劇場で公演された。
形式名は「宝塚新温泉開業四十周年記念 グランド・レビュー」。25場。
装置担当は荒島鶴吉。
宝塚歌劇団38期生の初舞台公演。
併演作品は『昔噺舌切雀』。

### 月組
星組公演が好評により1951年5月1日から5月30日まで宝塚大劇場公演された。
形式名は「グランド・レビュー」。23場。
併演作品は『蜜蜂の冒険』。

## スタッフ（星・月組共通）

### 第1部 さくら歌舞伎
- 作・演出：平井正一郎[1]
- 振付[2]：西﨑緑、藤間良輔、錢谷信昭、高木史郎、康本晋史、江川幸一
- 衣装考証：食満南北[2]

### 第2部 サクラジェンヌ
- 作・演出：江川幸一[1]
- 合作・演出：高木史郎[1]
- 音楽[2]：山根久雄、河村篤二、中井光晴、森安勝
- 振付[2]：康元晋史
- 漫画製作：平井房人[2]